# Eric Rücker Eddison
Eric Rücker Eddison (24. listopadu 1882, Leeds – 18. srpna 1945) byl anglický spisovatel píšící pod jménem E. R. Eddison.
Mezi jeho hlavní díla patří kniha The Worm Ouroboros pojednávající o věčném boji dvou národů proti sobě, časem se podaří konflikt vyřešit, ale osoby do té doby jen bojující zjistí, že nemají jiný smysl života a tak začnou válčit znovu.